# ヴァーストゥ・シャーストラ

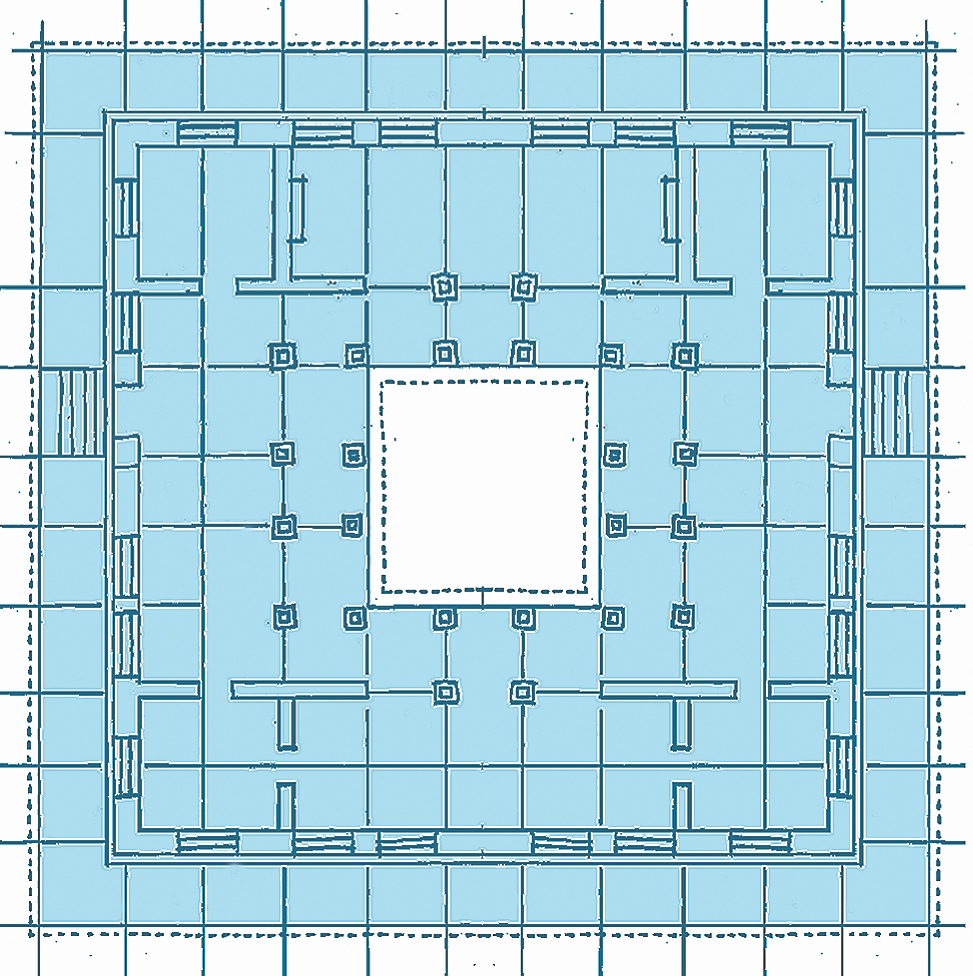
ヴァーストゥ・シャーストラに基づいた標準的な床構造

ヴァーストゥ・シャーストラ（サンスクリット: वास्तुशास्त्र、サンスクリットラテン翻字: Vastu Shasta、Vaastu Shastra）は、古代インドで成立した思想・学問。
古代インド発祥のものとしては、ヨーガが主に心身の調整・統一を図る修行法、アーユルヴェーダが医学・健康法として知られているが、ヴァーストゥ・シャーストラは、現代の建築環境工学、都市工学などに相当する分野である。インドでは住居や寺院の立地、間取り、インテリアの配置などを決定するため伝統的に用いられてきた。いわゆる北枕の否定といった日常の行動についてもルールがある。
欧米諸国や日本においては、単に「ヴァーストゥ（ツ）」「ヴァストゥ（ツ）」「ワースツ」、あるいは日本では「インド風水」と称される場合も多い。

## 名称
「ヴァーストゥ」とは、サンスクリット語で狭義には「建築物」や「住居」を意味し、広義には「生命力」や「環境」などをも包含した概念を指す。気の流れと調和しようとする点で中国の風水思想と近いが、立地や建物の間取りの方位など実践面で大きな違いがある。
「シャーストラ」は「（～を扱う）思想・学問」を意味する。

## 起源

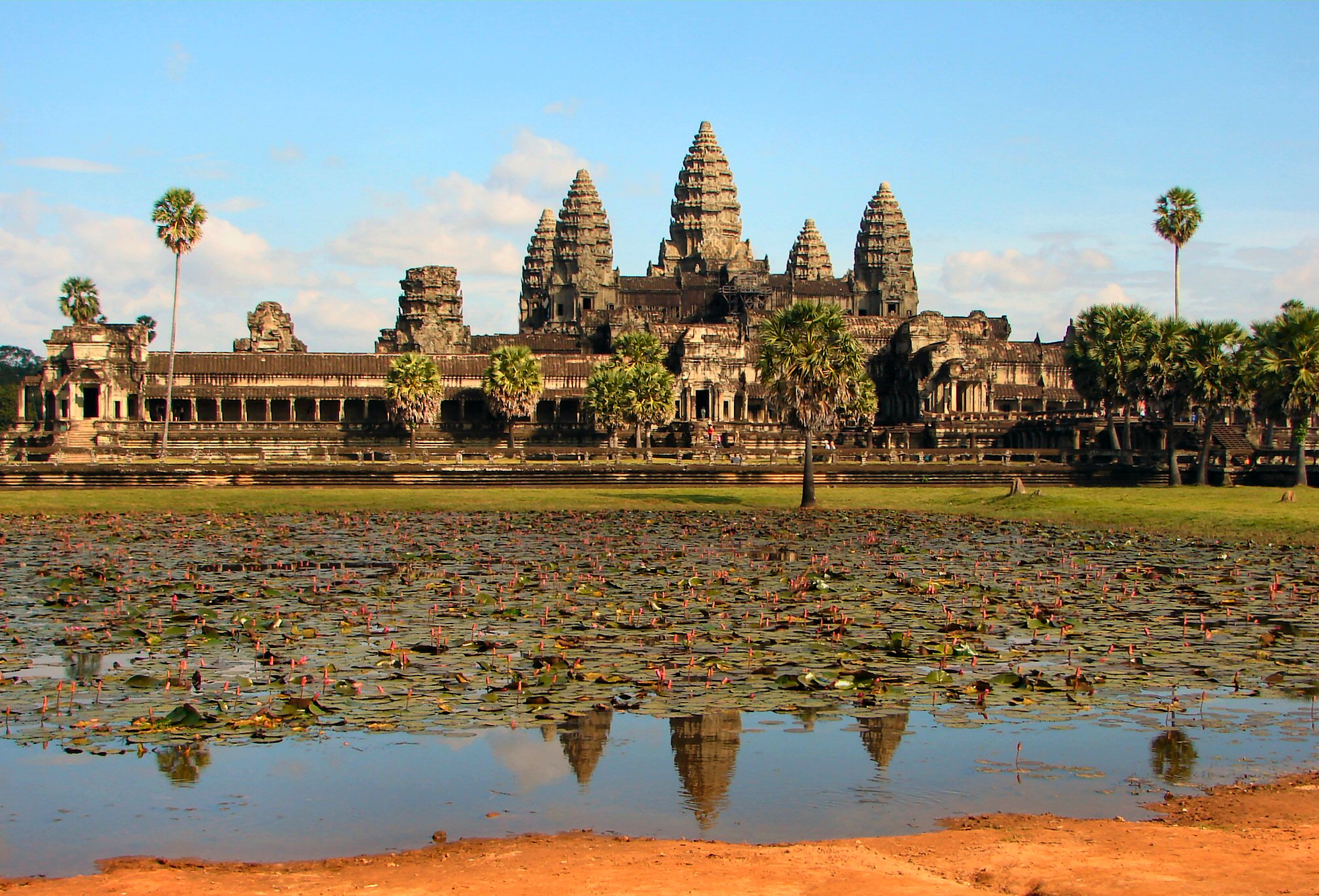
アンコールワット

中国の風水より歴史は長く、その起源ではないかとの見方もあるが、はっきりとはしていない。紀元前2500年頃から繁栄したインダス文明最大級の都市遺跡モヘンジョダロ（現パキスタン領）や、インド文化の影響を強く受けていたカンボジアのアンコール・ワットといった世界遺産も、ヴァーストゥ・シャーストラの原則に沿っている。

## 原典
原典はヴェーダであるが、ヴァーストゥ・シャーストラ自体はヴェーダの成立以前から広く用いられていた。これは古い時代から口承されてきたものが、後の時代にヴェーダとして編纂されたからである。

## 五つの要素

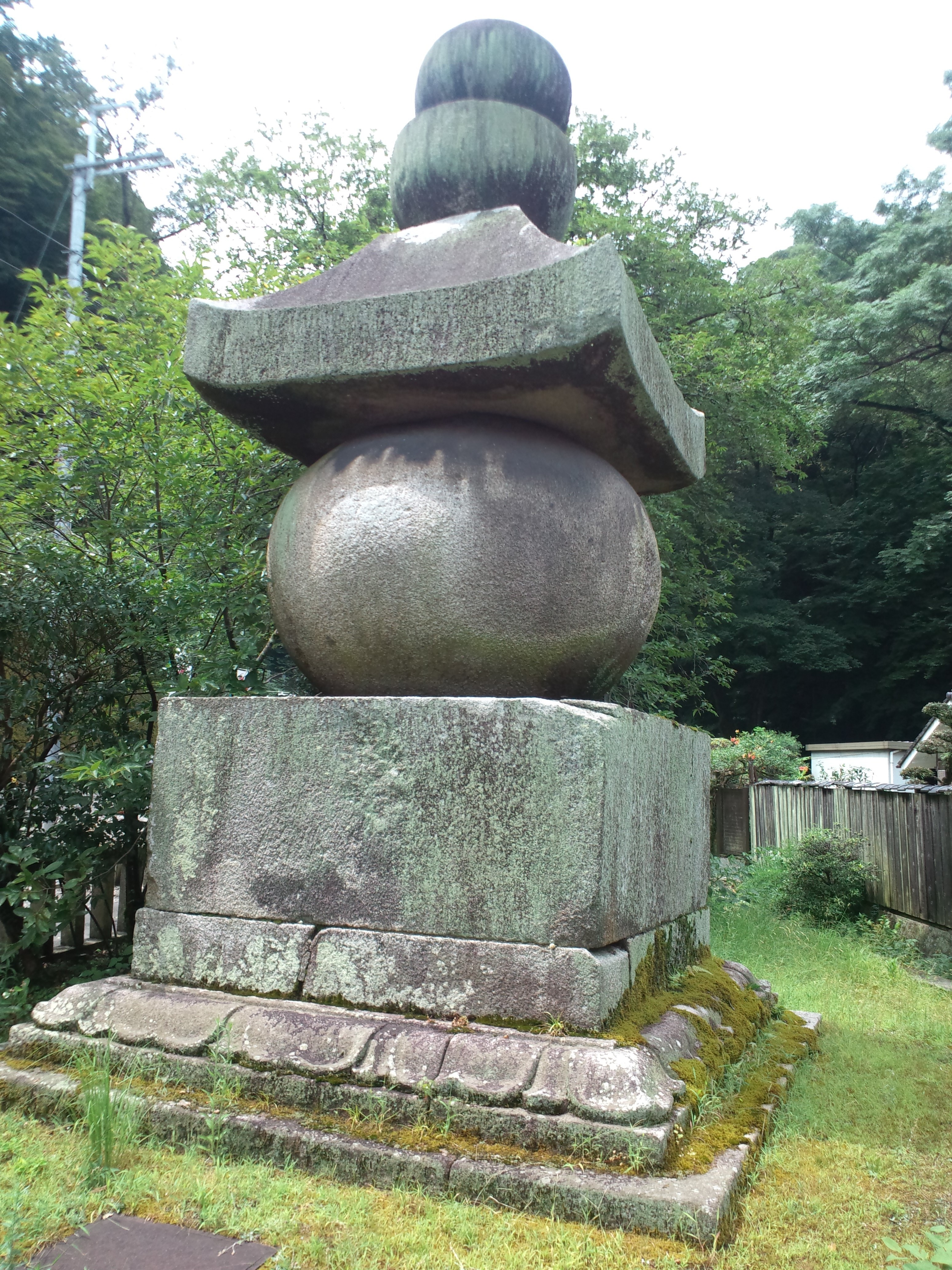
五輪塔（石清水八幡宮）

ヴァーストゥ・シャーストラの思想によると、自然は地（ブーミ भूमि）、水（ジャラ जल）、火（アグニ अग्नि）、風（＝空気：ヴァーユ वायु）、空 （：アーカーシャ आकाश）という五つの要素（五大）で構成され、自然状態ではそれらのバランスが取れているとされる。他方、人工的なものはそのバランスが崩され副作用を起こすため、ヴァーストゥ・シャーストラでバランスを取る必要があると考えられている。
この五つの要素は直接、大地、水、炎、空気、空と関係するだけでなく、以下のエネルギーにも相当する。
| 要素 | 要素が表わすエネルギー |
| ---- | ---------------------- |
| 地   | 安定性                 |
| 水   | 流動性、冷性ー         |
| 火   | 熱性、反応             |
| 風   | 軽快さ、運ぶ働き       |
| 空   | 空虚さ、空間性         |

自然界や人工物同様、人間の身体や気分、そして出来事も、これらの組み合わせでできているとされ、五つのエネルギーとして表現される。例えば、体温は火のエネルギー、物流は風のエネルギーとして表される。また、憂鬱は火のエネルギーの増大として、冷静さは地のエネルギーの安定性として、落ち着きのなさは風のエネルギーの性質として表現される。
五大要素の調和・バランスによって、正の調和は良いエネルギーを、不調和は悪いエネルギーをもたらすとされる。
ヴァーストゥ・シャーストラでは、直接人間に影響を及ぼす土地や家の五大のバランスを扱う。

## 現代における再評価

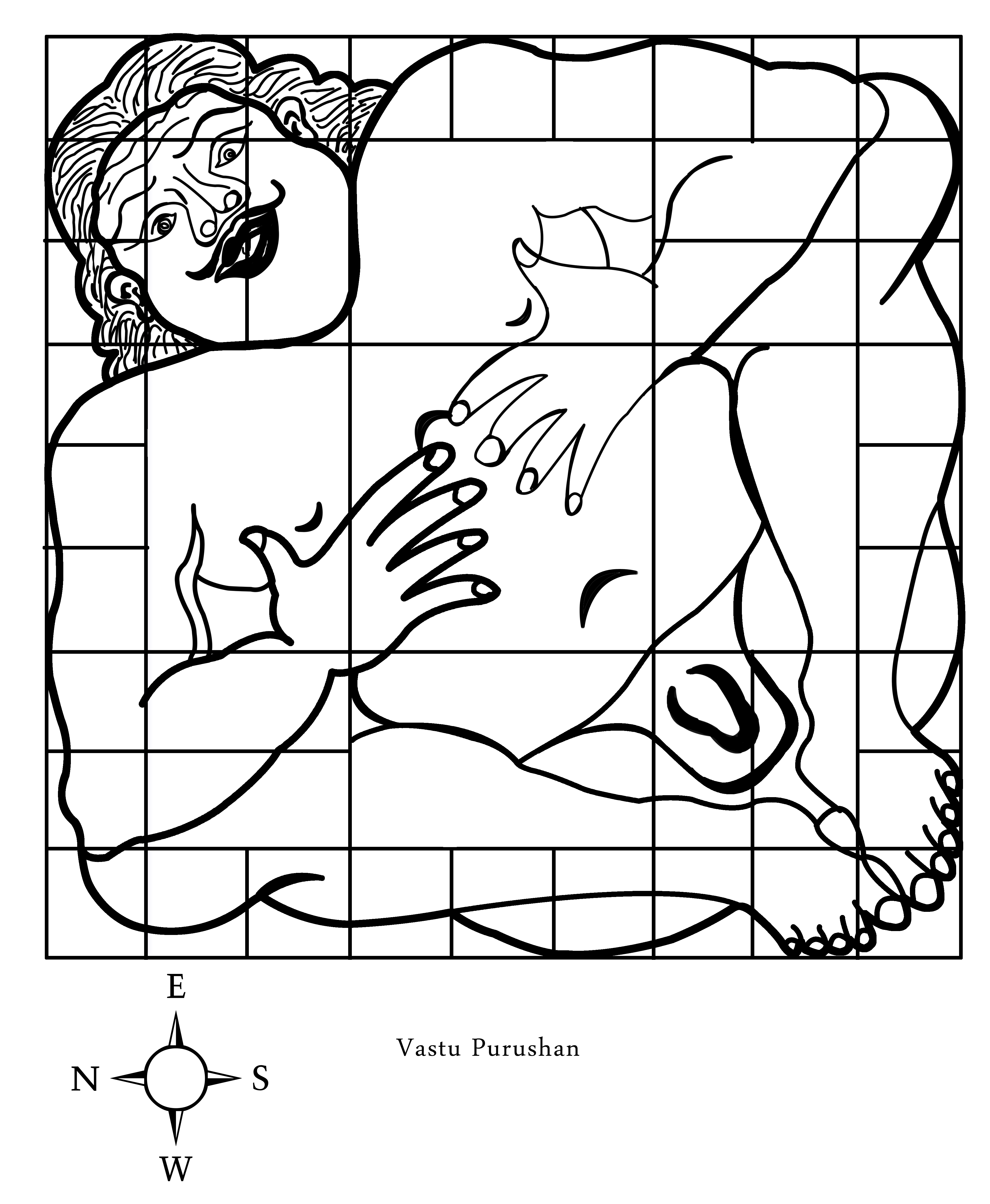
ヴァーストゥ・シャーストラに基づいて描かれたマンダラ図像

インド本国においては近代以降、ヒンドゥー寺院建築などに細々と伝えられるのみで衰退していたが、近年の欧米諸国での注目が逆輸入される形で再び隆盛してきている。2008年には、世界有数の大富豪といわれるリライアンス・グループのムケシュ・アンバニ会長が、ヴァーストゥ・シャーストラに基づいた、総工費約2000億円ともいわれる自宅を建設していることでも話題になった。
インド工科大学カラグプル校は、2017年時点でカリキュラムにヴァーストゥ・シャーストラを取り入れる計画を立てていた（実施されたかは不明）。
Michael Mastroは、ビートルズのグルだった超越瞑想の創始者マハリシ・マヘーシュ・ヨーギーに出会い、彼に紹介されたヴァーストゥ・シャーストラの師に学び、彼の依頼でヴァーストゥ・シャーストラを使った建物をアメリカとインドに建て、マイクロソフトの建物にも利用し、以降マハリシ・マヘーシュ・ヨーギーの世界中のスピリチュアルセンター、ボーイング、インテル、オラクル等の建築にも使ったと語っている、